# Campionatul Mondial de Scrimă din 2012
Campionatul Mondial de Scrimă din 2012 s-a desfășurat în perioada 13–14 aprilie la Kiev în Ucraina. A fost organizat pentru probele care nu erau incluse în programul Jocurilor Olimpice de la Londra, adică spadă masculin pe echipe și sabie feminin pe echipe.

## Rezultate

### Masculin
| Probă           | Aur                                                                                   | Argint                                                                   | Bronz                                                    |
| Spadă pe echipe | Statele Unite ale Americii Soren Thompson Weston Kelsey Cody Mattern Benjamin Bratton | Franța Gauthier Grumier Yannick Borel Jean-Michel Lucenay Ulrich Robeiri | Ungaria Géza Imre Gábor Boczkó Péter Somfai András Rédli |

### Feminin
| Probă           | Aur                                                                       | Argint                                                      | Bronz                                                                                      |
| Sabie pe echipe | Rusia Sofia Velikaia Iulia Gavrilova Ekaterina Diacenko Dina Galiakbarova | Ucraina Olha Harlan Olha Jovnir Olena Homrova Halîna Pundîk | Statele Unite ale Americii Mariel Zagunis Dagmara Wozniak Daria Schneider Ibtihaj Muhammad |